# Polybia erythrothoraxla
Polybia erythrothoraxla är en getingart som beskrevs av Richards 1978. Polybia erythrothoraxla ingår i släktet Polybia och familjen getingar. Inga underarter finns listade i Catalogue of Life.